# 船底座V390
船底座V390，又名CP-52 1242，HD 61966、SAO 235391、HR 2971，是船底座的一颗恒星，视星等为6.06，位于銀經265.68，銀緯-14.82，其B1900.0坐标为赤經7h 36m 35.5s，赤緯-53° -14.82′ 35″。